# Gagan Narang
Pour les articles homonymes, voir Narang (homonymie).
Gagan Narang, (en Hindi: गगन नारंग ), né le 6 mai 1983 à Chennai, Tamil Nadu, est un tireur indien. Il est spécialisé dans le tir à la carabine 10 et 50 mètres.

## Biographie
Il a été le premier indien qualifié pour les Jeux olympiques d'été de 2012.
En juillet 2024, il est nommé chef de mission de la délégation de l'Inde aux Jeux olympiques d'été de 2024.

## Palmarès

### Tir aux Jeux olympiques
- 2012, à Londres,  Royaume-Uni
  -  Médaille de bronze au tir à 10 m carabine air comprimé
- 2008, à Pékin,  Chine
  - 9e au tir à 10 m carabine air comprimé
  - 13e au tir 50 m 3 positions
  - 35e au tir couché à 50 m
- 2004, à Athènes,  Grèce
  - 12e au tir à 10 m carabine air comprimé

### Championnats du monde
- 2010, à Munich,  Allemagne.
  -  Médaille de bronze à la carabine 10m

### Coupe du monde
- 2009 à Belgrade,  Serbie.
  - 3e place à la carabine 10 m, à Changwon,  Corée du Sud
  - 1e place à la carabine 50 m, 3 positions à Changwon,  Corée du Sud

### Jeux asiatiques
- 2006, à Doha,  Qatar.
  -  Médaille de bronze Carabine 10 m par équipes
  -  Médaille de bronze Carabine 3 x 40 50 m
  -  Médaille de bronze Carabine 3 x 40 50 m par équipes

### Jeux du Commonwealth
- 2010, à Delhi,  Inde.
  -  Médaille d'or 10m à la carabine 10 m individuel
  -  Médaille d'or à la carabine 10 m par équipes
  -  Médaille d'or à la carabine 3 Positions 50 m individuel
  -  Médaille d'or à la carabine 3 Positions 50 m par équipes
- 2006, à Melbourne,  Australie.
  -  Médaille d'or 10m à la carabine 10 m individuel
  -  Médaille d'or à la carabine 10 m par équipes
  -  Médaille d'or à la carabine 3 Positions 50 m individuel
  -  Médaille d'or à la carabine 3 Positions 50 m par équipes

### Distinction
Il a reçu en 2005 le prix Arjuna Award.